# Aero Fighters 2
Aero Fighters 2 (ソニックウィングス 2, Sonic Wings 2 au Japon) est un jeu vidéo de type shoot them up développé par Video System et édité par SNK en 1994 sur Neo-Geo MVS, Neo-Geo AES et Neo-Geo CD (NGM / NGH 075),,.

## Critique
- Joypad : 75 %[4]